# Усть-Нюкжа
Усть-Ню́кжа — село в Тындинском районе Амурской области России, административный центр сельского поселения Усть-Нюкжинский сельсовет.

## География
Расположено в 370 км к северо-западу от районного центра, города Тында, в 2 км выше места впадения реки Нюкжи в Олёкму.
В 6 км северо-восточнее села на правом берегу Нюкжи находится посёлок Юктали и станция Юктали.

## История
Основано в 1924 году как фактория.
В 1967 году в окрестностях посёлка Усть-Нюкжа и Юктали А. И. Мазиным были обнаружены древние наскальные рисунки, датированные примерно 1200—1500 лет до н. э.

## Население
| 1990 | 1995 | 1996 | 1997 | 1998 | 1999 | 2000 | 2001 | 2002 | 2003 |
| ---- | ---- | ---- | ---- | ---- | ---- | ---- | ---- | ---- | ---- |
| 665  | ↘657 | ↘639 | ↘628 | ↘623 | ↘605 | ↗621 | ↘618 | ↘598 | ↘596 |
| 2010 | 2012 | 2013 | 2014 | 2015 | 2016 | 2017 | 2018 |      |      |
| →596 | ↘587 | ↘583 | ↗586 | ↘584 | ↘583 | ↘576 | ↘573 |      |      |

Национальный состав
Основное население — эвенки и якуты. В 2003 году в селе проживало 580 человек, в их числе 355 коренных жителей — представителей эвенкийских родов Доной, Чакагир, Букачар, Метакар, Инилас, Ёкоткор, Лалыгар, Ниноган, Интылгун.
Эвенки занимаются оленеводством и охотой.
В 1994 году в селе поселилась француженка, профессор Парижского университета, исследователь жизни эвенков — Александра Лаврилье.

## Климат
Село Усть-Нюкжа, как и Тындинский район, приравнено к районам Крайнего Севера.
Климат — резко континентальный с муссонными чертами. В температурном режиме преобладают отрицательные температуры. Наибольшее число осадков приходится на лето: вторую половину июля — первую половину августа.
| Показатель | Янв.  | Фев.  | Март  | Апр.  | Май   | Июнь | Июль | Авг. | Сен. | Окт.  | Нояб. | Дек.  | Год   |
| --- | ----- | ----- | ----- | ----- | ----- | ---- | ---- | ---- | ---- | ----- | ----- | ----- | ----- |
| Абсолютный максимум, °C | −10   | −1,3  | 11,9  | 21,6  | 33,2  | 36,5 | 35,3 | 34,0 | 30,0 | 18,9  | 6,9   | −4,6  | 36,5  |
| Средний суточный максимум, °C | −25,8 | −17,2 | −5,7  | 4,9   | 14,4  | 22,9 | 25,4 | 22,4 | 13,5 | 1,2   | −14,8 | −25,3 | 1,0   |
| Средняя температура, °C | −30,8 | −24,3 | −13,8 | −1,7  | 7,3   | 14,9 | 17,4 | 14,6 | 6,5  | −4,9  | −20,5 | −30,1 | −5,7  |
| Средний суточный минимум, °C | −35,6 | −31,1 | −22,3 | −9,3  | −0,1  | 7,6  | 10,8 | 8,3  | 0,6  | −10,6 | −25,9 | −34,7 | −12,1 |
| Абсолютный минимум, °C | −51,4 | −47,9 | −39,2 | −27,5 | −11,8 | −2,7 | 0,4  | −2,4 | −11  | −30,8 | −42,1 | −48   | −51,4 |
| Норма осадков, мм | 7     | 4     | 6     | 18    | 41    | 83   | 106  | 96   | 58   | 18    | 11    | 8     | 455   |
| Источник: Усть-Нюкжа, Российская Федерация. Архив климатических данных. Дата обращения: 23 апреля 2012. Архивировано 15 мая 2012 года. |       |       |       |       |       |      |      |      |      |       |       |       |       |

## Название
Версии эвенкийского происхождения:
- 1) эвенк.: нюкжэ, нюкджача — «кочевать».
- 2) эвенк. нюксэ — «налёт от дыма, сажа». Гидроним можно интерпретировать следующим образом: эвенки, кочуя по тайге, останавливались в долине реки стойбищем, а когда они покидали эти места, на деревьях от долгого пользования кострами оставался налёт от дыма[2].